# Casagrande & Rintala
Casagrande & Rintala è un gruppo di architetti e artisti finlandesi - formato da Marco Casagrande e Sami Rintala - che hanno realizzato installazioni ambientali e architettoniche tra il 1998 al 2003. Le opere di Casagrande & Rintala combinano architettura e arte ambientale e sono state esibite presso manifestazioni internazionali di arte e architettura contemporanea.
L'installazione Land(e)scape ha vinto l'Emerging Architecture Award 1999 dell'Architectural Review ed è stata selezionata, insieme a 60 Minute Man, per la Biennale di Venezia del 2000, 7ª Mostra Internazionale di Architettura, "Less Aesthetics, More Ethics". Herbert Muschamp, critico del New York Times, ha indicato 60 Minute Man come suo progetto preferito della Biennale.
Dopo lo scioglimento del gruppo nel 2003 l'architetto Sami Rintala, ha continuato a lavorare in proprio per diversi anni, dedicandosi anche all'insegnamento presso istituzioni come L'AHO di Oslo, e ha recentemente formato un nuovo studio con l'architetto islandese Dagur Eggertsson.

## Opere

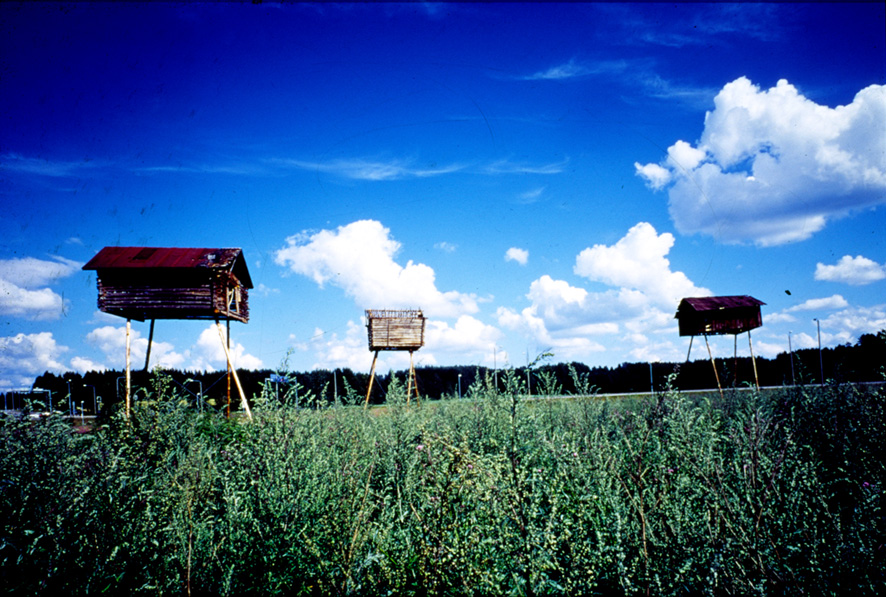
Casagrande & Rintala: Land(e)scape (1999)

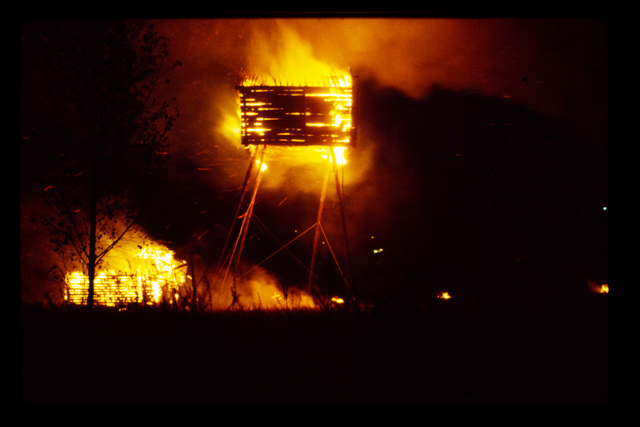
The burning of Land(e)scape (1999)

### Land(e)scape
Land(e)scape è un'installazione architettonica presentata a Savonlinna, in Finlandia, nel 1999. Commenta il processo di abbandono della campagna finlandese.
Tre fienili abbandonati sono stati sollevati su gambe di legno alte 10 metri. "Desolati, si sono alzati da terra e si dirigono barcollando verso le città del sud" ("Desolate, they have risen on their shanks and are swaying towards the cities of the south").
L'installazione Land(e)scape ha vinto l'Emerging Architecture Award 1999 dell'Architectural Review ed è stata selezionata per la Biennale di Venezia del 2000, settima Mostra Internazionale di Architettura, "Less Aesthetics, More Ethics".
I fienili sono stati incendiati secondo la coreografia del ballerino Reijo Kela nell'ottobre del 1999.
Land(e)scape ha rappresentato la Finlandia presso l'esibizione New Trend or Architecture in Europe and Japan del 2001 e ha dato inizio alla carriera internazionale di Casagrande & Rintala.

### 60 Minute Man
60 Minute Man è un'installazione architettonica realizzata per la Biennale di Venezia del 2000, 7ª Mostra Internazionale di Architettura, "Less Aesthetics, More Ethics".
In una chiatta abbandonata, Casagrande & Rintala hanno piantato un parco di querce. I rifiuti organici prodotti dalla città di Venezia in 60 minuti di scarichi concimano gli alberi.
La chiatta è stata trasportata da Chioggia, dove si trovava, all'arsenale di Venezia, dove è stata aperta al pubblico. Herbert Muschamp, critico del New York Times, ha indicato 60 Minute Man come suo progetto preferito della Biennale.

### Bird Hangar
Bird Hangar è un'installazione architettonica realizzata per la International Triennale of Art di Yokohama, 2001.
L'installazione è composta da una struttura conica avvolta da corda di canapa. Ogni giorno, durante i 72 giorni della Triennale, un uccello in balsa dall'apertura alare di 80 cm è stato rilasciato dall'"hangar". L'uccello in balsa, sollevato da un pallone meteorologico che esplode alla quota di 10.000 metri, scende planando a seconda dei venti. L'uccello trasporta 5 semi rappresentativi dell'agricoltura orientale. Un messaggio chiede a chi lo trova di coltivare i semi e di segnalare le coordinate del recupero.
Bird Hangar, insieme con Freight Train di Yōko Ono, è considerata una delle installazioni di spicco della Triennale di Yokohama del 2001.

### Altre opere
- Teatro estivo di Uunisaari, struttura temporanea, Helsinki, Finlandia 2000[9]
- 1000 Peace Flags, installazione ambientale, Koli, Finlandia 2000
- Quetzalcoatlus, installazione architettonica, Havana Biennial, Cuba 2000
- Installazione 1:2001, Biennale internazionale dell'arte contemporanea, Italia, 2001
- Dallas-Kalevala, viaggio e performance, Demeter - Tokachi International Art Exhibition, Giappone 2002[10]
- Chain Reactor, installazione architettonica, La Biennale de Montréal, Canada, 2002[11]
- Redrum, installazione architettonica, Alaska Design Forum, USA, 2003[12]
- Potemkin, parco industriale, Etchigo Tsumari Art Triennial, Giappone, 2003